# 博覧会国際事務局
博覧会国際事務局（はくらんかいこくさいじむきょく、フランス語: Bureau International des Expositions、BIE）は、国際博覧会の開催について責任を持つ国際組織。（国際博覧会事務局とも。）

## 概要
1928年に締結された国際博覧会条約（BIE条約）に基づき同年設立された。
フランスのパリに本部をおく。
博覧会国際事務局によって承認された博覧会のみが、国際法上「国際博覧会（万博）」を名乗ることができる。
ただし、BIE非公認の博覧会でも例外的に国際博覧会と呼ばれることがある（例:1964/1965年ニューヨーク世界博）。
この他BIE条約成立以前から開催されていた一部の博覧会は、国際博覧会（万博）を名乗ることがBIE条約で認められている。
BIE条約加盟国が国際博覧会を開くときには政府がBIEに申請を行い、BIE総会で承認されると国際博覧会として開催することができる。
条約上はBIE条約非加盟国も申請は可能だが、その場合は申請と同時にBIEに加盟することが多い。
国際博覧会は1つ以上のテーマを持つこととされている。
国際博覧会は規模などで大別して「登録博覧会（登録博）」と「認定博覧会（認定博）」の2種類に分けられる（以前は「一般博」と「特別博」の2種類に分けられていた）。

## 登録博覧会と認定博覧会
博覧会国際事務局のウェブサイトでは、国際博覧会条約に規定する博覧会について、次のように説明がされている（訳は、筆者がつけた）。
- 登録博覧会（登録博）（または「総合的な万国博覧会」）（International Registered Exhibition（or World Exhibition ,or World Expos）） 
  - 開催間隔（Frequency）: 5年おき（every five years）
  - 開催期間（Duration）: 6ヶ月以内（6 months at most）
  - 会場面積（Area）: 制限なし（not restricted）
  - テーマ（Theme）: 普遍的・総合的な内容（注：国際博覧会の規定にある分類であり、時代に則った総合的・普遍的なテーマであること）（A universal challenge of our time（cf. General classification for International exhibitions））
- 認定博覧会（認定博）（International Recognised Exhibition） 
  - 開催間隔（Frequency）: 2つの登録博覧会の間（during the interval between two International Registered Exhibitions）
  - 開催期間（Duration）: 3ヶ月以内（3 months at most）
  - 会場面積（Area）: 25ヘクタール以内（25 ha at most）
  - テーマ（Theme）: 特定・専門的な内容（specialized）

特別に「国際博覧会」と称することが認められている次の博覧会は、区分上は「認定博（旧条約の規定では特別博）」にあたる。これらは開催年や規模などについては上記の規定とは関係なく、別の規定で認められることとなっている。
- 国際園芸家協会が認定した国際園芸博覧会（Horticultural Exhibitions）のうち大規模（大国際園芸博覧会）なものでBIEが認めたもの
- ミラノ・トリエンナーレ（Triennal of Milan）でBIEが認めたもの

## 博覧会の区分と歴史的変遷
現行の登録博覧会と認定博覧会の区分は、1996年発効の新条約（1988年条約）によるものである。
その前は1972年条約が適用されており、「一般博（Universal）」、「特別博または国際博（Internationalまたはspecialized）」の2種類に分けられていた。ただし、歴史的に別の区分が行われた時代もあった。
これまで各国で開催された国際博覧会については、一覧ページを参照のこと。

### 1933年から1976年
1933年から1976年までは、次の2種類の国際博覧会があった（1928年条約）。
- 一般博（General）
  - 第1種一般博（first category） - 参加各国がそれぞれ自身のパビリオンをもつ。
  - 第2種一般博（second category） - パビリオンの躯体は開催国側が用意する。
- 特別博（Special）または国際博（International） - パビリオンの躯体を開催国側が用意する専門（または国際）博覧会。

一般博と特別博（国際博）との最大の違いは、そのテーマが博覧会国際事務局が定めた人類の諸活動の2分野以上に渡るか1分野のみであるかという点であった。一般博と異なり、特別博と次の特別博の間には期間に関する制限がなかった。しかし、特別博の一部で、いくつかの国は各国自身のパビリオンを建造した（1939年のリエージュ博が該当する）。
1962年のシアトル博は、1937年のパリ博や1939年のニューヨーク博と同じ第二種一般博覧会で、これらでは各参加国はパビリオンの建設が許されていなかった。
日本では、1970年の日本万国博覧会（第一種一般博）と1975年の沖縄国際海洋博覧会（特別博）が該当。

### 1976年から1996年
1972年、国際博覧会条約が改定され、国際博覧会の区分も若干変更された。この時代の国際博覧会は、大きくは「一般博（universal）」と「特別博（specialized）もしくは、国際博（international）」の2種類に分けられる面では同じではあったが、一般博の1種と2種の区分が廃止された。この分類は1975年の沖縄国際海洋博覧会の次の博覧会から、2005年の愛知万博の申請時まで使われた。この時代の一般博は、1992年のセビリア博と2000年のハノーヴァー博がある。この時代の一般博では、各国はそれぞれパビリオンを建設することができた。また、建造物は発展途上国に対して開放されていた。一般博ではテーマはより広く、大きいものだった。特別博では、博覧会自身がパビリオンを建設した。
日本では、1985年の筑波科学博（特別博）と2005年の愛知万博（申請時まで。国際特別博：歴史上唯一種別に「国際」と「特別」の両方がついている）が該当。1990年の花の万博は国際園芸家協会認定による「大国際園芸博覧会」であり、国際博覧会（特別博）としてBIEが自動承認したものである。

### 1996年以降
1988年、再び国際博覧会条約が改定され、新しい分類が採用された。それは、大規模で総合的な「登録博覧会（登録博）」と会期と規模、テーマに制限がつく「認定博覧会（認定博）」の2つである。「登録博」は新条約が発効していれば1995年から実施可能であったが、1996年の2005年の愛知万博の申請（立候補）時までは新条約が発効できておらず、1972年条約（一般博は10年以上の間隔を置く）が有効だった。そのため愛知万博は、2005年開催として申請するため、旧条約による「特別博」に区分で申請され、のちに新条約の「登録博」に変更された。
「登録博」は、新条約発効後は5年間隔で開催されることになっており、愛知万博の次は2010年の上海万博であり、新条約のみでの登録博は上海万博が最初となる。
会場建設費用の負担に関しては、BIEは「2020年、2030年…など、西暦年数が10で割り切れる年の登録博では、博覧会自身がパビリオンを建設しなければならない。そして、間の5年（2015年、2025年、2035年…）には、博覧会のパビリオンのほか参加国がパビリオンを持つことを願う」と表明している。
この5年おきに開催される（予定）の登録博の間に1回のみ、認定博を行うことができる。これには、開催期間が3か月以下、会場面積は25ヘクタール以下、テーマは特定（専門的）という制限がつく。最初の認定博は2004年に開催予定であったが実際には開催されなかった。1992年のジェノバ博と1993年の大田博は、認定博の試行を兼ねて行われた。最初の認定博として2008年にサラゴサ国際博覧会が実施された。
日本では、2005年の愛知万博と2025年の大阪・関西万博（両方共に登録博）が該当

## 日本との関係
大日本帝国は1912年の「国際博覧会に関する条約」に調印したものの同条約は第一次世界大戦に伴い批准に至らず、その後国際博覧会1928年条約にも調印した。
その後日本国は1948年の条約改正会議に列席したものの積極的姿勢を見せなかったことから批准に至らず、1964年12月に1970年万国博覧会誘致に向けて国際博覧会条約1928年条約を批准した上で条約に加盟し、翌年2月8日に博覧会国際事務局の一員となった。
ただしBIEのサイトでは、日本の加盟日は1928年11月22日（BIE成立日と同日）となっている）。
1968年には日本万国博覧会準備の一環として万国博覧会統一シンボルマークの制定が提案され、「万国博の理念である人間の友愛と進歩を象徴するにふさわしいデザイン」を課題として1969年に公募を行い世界17カ国の応募の中から日本から出品された当時東京教育大学の学生だった松島正矩による「平和」「友愛」「人類の交歓」を意味する円形に「限りない進歩を目指す未来への階段」「向上」を示す矢印を模した横線を合わせ、「空」「海」「世界」「宇宙」を表す青色と「神聖」「平和」「正義」を表す白の配色のデザインが同年11月14日の第66回BIE総会での投票で採択された。
なお、これまでに日本で開催された国際博覧会は「国際博覧会」の項目を参照のこと。